# Gấu đen Florida
Gấu đen Florida (Ursus Americanus floridanus) là một phân loài của gấu đen Mỹ có lịch sử trải dài trên hầu hết các khu vực Florida và miền nam Alabama, Georgia và Mississippi. Những con gấu đen lớn sống chủ yếu ở các khu vực có rừng và đã môi trường sống của đã suygiảm gần đây trên toàn tiểu bang.

## Môi trường sống
Gấu đen Florida sống chủ yếu trong môi trường sống có rừng và thường gặp ở Pinus clausa, bụi cây sồi, rừng cây cứng vùng cao và vùng đất ngập nước có rừng. Gấu đen ở Nam Florida là phân loài duy nhất sống ở vùng cận nhiệt đới. Ở mức độ thấp hơn, nó cũng sinh sống trên thảo nguyên khô và "võng nhiệt đới".

## Phạm vi
Trước khi Florida được người châu Âu đến định cư, gấu đen Florida đã chiếm toàn bộ lục địa Florida và thậm chí cả thượng Florida Keys, với dân số khoảng 11.000 con. Phạm vi hiện tại là 45% phạm vi của Florida trong lịch sử, cũng như ở miền nam Alabama, miền nam Georgia và miền nam Mississippi. Hầu hết các quần thể lớn của gấu đen Florida sống trên hoặc gần các vùng đất công cộng. Chúng bao gồm Rừng Quốc gia Ocala, Khu bảo tồn Quốc gia Big Cypress, Công viên Quốc gia Everglades, Rừng Quốc gia Apalachicola, Rừng Quốc gia Osceola và Khu bảo tồn Động vật hoang dã Quốc gia Okefenokee. Một nghiên cứu về quần thể Okefenokee-Osceola đã tìm thấy hơn 500 con gấu ở mỗi trong hai khu vực nghiên cứu, tổng cộng hơn 1.000 con gấu. Số lượng gấu hiện tại ở Florida ước tính có hơn 4.000 con.